# Sphyrarhynchus schliebenii
Sphyrarhynchus es un género monotípico de orquídeas de hábitos epífitas. Su única especie: Sphyrarhynchus schliebenii Mansf., Notizbl. Bot. Gart. Berlin-Dahlem 12: 706 (1935), es originaria de los trópicos de África en Tanzania.

## Descripción
Es una orquídea de pequeño tamaño, que prefiere un clima cálido y tiene un hábito de epífita con un tallo corto que lleva de 3 a 5 hojas lineales a elípticas, desiguales y obtuso bilobuladas apicalmente, hojas carnosas, conduplicada que basalmente están unidas. Florece en la primavera de una inflorescencia de  2.5 cm [+] de largo axilar, con 6-10  flores variables de tamaño, brillantes, de color blanco y verde.

## Distribución
Se encuentra en Tanzania y Kenia en los bosques montanos siempreverdes en las ramitas y ramas pequeñas de los árboles en elevaciones de 900 a 1600 metros. 

## Taxonomía
Sphyrarhynchus schliebenii fue descrita por Rudolf Mansfeld y publicado en Notizblatt des Botanischen Gartens und Museums zu Berlin-Dahlem 12: 705. 1935.
Sinonimia
- Angraecopsis schliebenii (Mansf.) R.Rice, Prelim. Checklist & Survey Subtrib. Aerangidinae (Orchidac.): 21 (2005).[1]